# Seznam škol ve Varnsdorfu
Seznam škol ve Varnsdorfu.
- Střední školy
  - Gymnázium Varnsdorf, Střelecká 1800
  - Vyšší odborná škola, Střední průmyslová škola a Střední odborná škola, Varnsdorf, Bratislavská 2166
  - Střední průmyslová škola TOS VARNSDORF s.r.o.
- Základní školy
  - Základní škola Varnsdorf, Bratislavská 994
  - Základní škola Varnsdorf, Edisonova 2821
  - Základní škola Varnsdorf, náměstí Edvarda Beneše 469
  - Základní škola Varnsdorf, Východní 1602
  - Základní škola Varnsdorf, Karlova 1700

- Mateřské školy
  - Mateřská škola Varnsdorf, Seifertova 2471
  - Mateřská škola Varnsdorf, Poštovní 1428
  - Mateřská škola Varnsdorf, Národní 1617
  - Mateřská škola Varnsdorf, T. G. Masaryka 2180
  - Mateřská škola Varnsdorf, Nezvalova 2024
  - Mateřská škola Varnsdorf, Křižíkova 2757
  - Mateřská škola Varnsdorf, Pražská 2812

- Základní umělecká škola
  - Základní umělecká škola Varnsdorf, Národní 512